# بریژیت مک‌ماهون
بریژیت مک‌ماهون (انگلیسی: Brigitte McMahon؛ زادهٔ ۲۵ مارس ۱۹۶۷) ورزشکار سه‌گانه اهل سوئیس بود.